# Robert S. Hoffmann
Robert Shaw (Bob) Hoffmann (* 2. März 1929 in Evanston, Illinois; † 6. April 2010 in Gaithersburg, Maryland) war ein US-amerikanischer Mammaloge.

## Leben
Hoffmann war bereits in seiner Kindheit ein leidenschaftlicher Naturbeobachter und notierte jede Vogelart, die er gesehen hatte, in einem Tagebuch. Er fuhr häufig zum Field Museum of Natural History in der Innenstadt von Chicago, wo er ehrenamtlich arbeitete und die Ausstellungsstücke studierte. Ein Lehrer in der 5. Klasse förderte sein Interesse an der Naturgeschichte, und als er die High School erreichte, entschied er sich für eine Karriere in der Biologie. Phillip L. Wright, sein Studienberater an der University of Montana – Missoula und lebenslanger Freund, hatte großen Einfluss darauf, dass er Mammaloge wurde.
Hoffmann begann 1946 als Studienanfänger an der University of Illinois Extension in Moline, wechselte aber 1947 an die Montana State University, weil diese ein Studienprogramm über Wildtiere anbot. Als seine Eltern nach Utah zogen, schrieb er sich 1948 an der Utah State University ein, wo er 1950 den Bachelor of Science erwarb. Anschließend studierte er an der University of California, Berkeley, wo er 1954 seinen Master of Arts erhielt und 1956 mit der Dissertation Population fluctuations of small mammals and sooty grouse in California zum Ph.D. promoviert wurde. Seine Doktorarbeit basierte auf einer dreijährigen intensiven Feldstudie über die Rocky-Mountains-Wühlmaus (Microtus montanus), die Kalifornische Wühlmaus (Microtus californicus) sowie das Küstengebirgshuhn (Dendragapus fuliginosus), in der er die Beziehungen zwischen Fortpflanzung und Sterblichkeit und die daraus resultierenden zyklischen Schwankungen der Populationsdichte bei jeder Art untersuchte. Während seines Studiums wurde Hoffmann von Aldo S. Leopold, Frank A. Pitelka und Oliver P. Pearson beeinflusst.
Obwohl er überwiegend als Säugetierforscher bekannt war, befassten sich viele seiner frühen Veröffentlichungen mit verschiedenen Aspekten der Ökologie der Raufußhühner (so berichtete er beispielsweise über die Auswirkungen von DDT auf die Fortpflanzung). Er erhielt zwei Stipendien der National Science Foundation und das Annie M. Alexander Fellowship des Museum of Vertebrate Zoology.
Als Doktorand in Berkeley verfolgte Hoffmann ein langjähriges Interesse an Russland. 1955 übersetzte er Nikolai Iwanowitsch Kalabuchows Artikel über die Dynamik der Anzahl von Landwirbeltieren, der 1947 in der Zeitschrift Zoologicheskii Zhurnal erschien, ins Englische, und hinterlegte seine Übersetzung in der United States Department of the Interior Library in Washington, D.C.
1955 wurde Hoffmann Lecturer am Fachbereich Zoologie der University of Montana – Missoula. 1957 wurde er zum Assistant Professor, 1961 zum außerordentlichen Professor und 1965 zum ordentlichen Professor befördert. Während dieser Zeit war er auch als Kurator des Zoologischen Museums tätig, wo er die Forschungssammlung ausbaute und zahlreiche Publikationen über Säugetiere und Vögel in Montana veröffentlichte.
1963 erhielt Hoffmann die Gelegenheit, in der Sowjetunion zu arbeiten. Er und seine Familie verbrachten zehn Monate in Leningrad im Rahmen eines Nationalen Akademieaustauschs zwischen der National Academy of Sciences und der Russischen Akademie der Wissenschaften und arbeiteten im Zoologischen Museum Sankt Petersburg. Während seiner gesamten Laufbahn setzte er seine umfangreiche Zusammenarbeit mit bedeutenden russischen und später chinesischen Säugetierforschern fort.
1968 trat er als Kurator für Säugetiere im Museum für Naturgeschichte und als Professor für Zoologie in den Lehrkörper der University of Kansas ein, wo er mehrere Verwaltungspositionen, darunter die des Vorsitzenden der Abteilung für Systematik und Ökologie, des stellvertretenden Vorsitzenden der Abteilung für Biowissenschaften sowie des stellvertretenden Dekans und des stellvertretenden Dekans des College of Liberal Arts and Sciences, bekleidete. Hoffmann wurde mit dem Summerfield Distinguished Professorship ausgezeichnet, der höchsten Auszeichnung für Lehrkräfte an der University of Kansas.
Hoffmanns Forschungsschwerpunkt galt der Bestimmung des Umfangs und des evolutionären Ursprungs der Säugetiervielfalt, die er stets in einen strengen biogeografischen Kontext stellte. Er übernahm schnell neue Techniken, die neue Erkenntnisse ermöglichten, darunter Multivariate morphometrische Analysen, die Karyologie, die Proteinelektrophorese, kladistische Analysen und DNA-Sequenzierungstechniken. Hoffmann war einer der Ersten, der Landsat-Satellitenfotos und räumliche Modellierung in die Kartierung und Bewertung von Wildtierhabitaten einbezog. Er lehrte auch Phylogenetik und ermutigte seine Studenten, sich die Techniken anzueignen und eigene Forschungen über Gruppen durchzuführen, die für sie von Interesse waren und er entwickelte Forschungen zur historischen Biogeographie.
Der geografische Schwerpunkt seiner Studien lag auf der Holarktis. Er und seine Studenten und Mitarbeiter führten umfangreiche Feldforschungen in Nord- und Zentralasien (insbesondere in der Sowjetunion) sowie in Nordamerika durch. Hoffmann interessierte sich besonders für die Wanderungen von Säugetieren über die Beringstraße und die Rolle dieser Wanderungen bei der Artenvielfalt der holarktischen Fauna. Insbesondere führte er detaillierte Studien zur Systematik der holarktischen Säugetiere (vor allem Spitzmäuse, Hasenartige, Hörnchen und Wühlmäuse) sowie zu pleistozänen Klimaschwankungen, Vegetationsgeschichte und geologischen Geschichte von Beringia durch.
Hoffmann wechselte 1986 an die Smithsonian Institution, wo er den Direktorenposten des National Museum of Natural History annahm. 1988 wurde er zum Assistant Secretary for Research und 1990 zum Assistant Secretary for Science ernannt. Der Sekretär der Smithsonian Institution, Ira Michael Heyman, reorganisierte die leitende Verwaltung der Institution und ernannte Hoffmann im Herbst 1994 zum ersten Provost. Noch während seiner Amtszeit war er von Mai 1995 bis Juli 1996 stellvertretender Direktor des National Air and Space Museum. Im Sommer 1996 wurde er mit der Goldmedaille des Ministers für außergewöhnliche Verdienste ausgezeichnet. Danach kehrte er als leitender Wissenschaftler an das Natural History Museum zurück und nahm seine Forschungstätigkeit in der Abteilung für Säugetiere der Abteilung für Wirbeltierzoologie auf. Während seiner zehnjährigen Tätigkeit als leitender Smithsonian-Administrator stärkte Hoffmann die Forschungsagenda der Institution, indem er das Programm für wissenschaftliche Studien erweiterte, drei Labore für molekulare Systematik am Smithsonian Tropical Research Center, am National Zoological Park und am National Museum of Natural History einrichtete, das wissenschaftliche Personal am Smithsonian Environmental Research Center in Edgewater, Maryland, aufstockte und sich um Bundesmittel für die neuen interdisziplinären Programme Ursprung des Menschen, Arktische Studien, Archäobiologie, Biodiversität sowie Evolution terrestrischer Ökosysteme bemühte. Am National Museum of Natural History führte er eine strategische Planungsstudie durch, die das Museum auf wichtige Veränderungen vorbereitete, einschließlich des ersten Entwicklungsbüros, eines nationalen Vorstands und einer gestrafften Verwaltungsstruktur. Während seiner Zeit als Assistant Secretary for Research half er bei der Gründung mehrerer institutionenübergreifender Initiativen, die das wissenschaftliche Personal der Institution zusammenbringen sollten, darunter das Institute for Conservation Biology und der fortlaufende Congress of Scholars, der sich an den Fakultätssenaten der Universitäten orientierte.
Hoffmann ging am 1. November 2003 in den Ruhestand, nachdem er seine Aufgaben als wissenschaftlicher Berater für die Exponate in der Kenneth E. Behring Family Hall of Mammals beendet hatte. Er setzte seine Forschungsprojekte über russische und chinesische Säugetiere fort und half Studenten bei ihren Forschungen. Hoffmann war eine wichtige Stütze der American Society of Mammalogists (ASM), der er 1955 beitrat. Er war Direktor, Vizepräsident, von 1978 bis 1980 Präsident, Redakteur des Journal of Mammalogy sowie Mitglied beziehungsweise Vorsitzender einer Reihe von Ausschüssen. Besonders aktiv war er im Ausschuss für internationale Beziehungen, dessen Vorsitz er von 1964 bis 1968 und von 1972 bis 1978 innehatte. Hoffmann war ein starker Befürworter der Beteiligung von Studenten an der ASM, und während seiner Präsidentschaft wurde der Ausschuss für Ausbildung und Studenten gegründet. Die ASM verlieh ihm 1996 die Ehrenmitgliedschaft, und 2007 erhielt er den C. Hart Merriam Award für herausragende Forschung in der Säugetierkunde. Aufgrund seiner Forschungen in Russland, seiner Vertrautheit mit russischen Wissenschaftlern und seiner Sprachkenntnisse spielte er eine entscheidende Rolle beim Aufbau der ersten Verbindung zwischen der ASM und russischen Säugetierforschern.
Hoffmanns Interesse an Russland und den Säugetieren der Holarktis veranlasste ihn, auf der ASM-Tagung 1960 ein Symposium mit dem Titel Russisch-amerikanischer Austausch in der Säugetierkunde zu organisieren. Er legte den Grundstein für den 1. Internationalen Theriologischen Kongress in Moskau im Jahr 1974. Nach einer zehnmonatigen Tätigkeit als Austauschstipendiat der Nationalen Akademie der Wissenschaften am Museum in St. Petersburg in den Jahren 1963 bis 1964 begann er seine langfristige Forschungskooperation mit russischen Wissenschaftlern, insbesondere mit Nikolai Nikolajewitsch Woronzow von der Russischen Akademie der Wissenschaften. Ihre Chromosomenstudien über die Evolution der holarktischen Erdhörnchen, oft in Zusammenarbeit mit Charles F. Nadler von der Northwestern University Medical School, führten zu einer Reihe bedeutender Arbeiten. Diese internationalen Verbindungen förderten Hoffmanns Interesse an anderen holarktischen Säugetieren, einschließlich Spitzmäusen und Wühlmäusen, sowie sein Interesse an Quartärstudien. Hoffmann war zwölf Jahre lang Vertreter der National Academy of Sciences im Nationalen Komitee der International Union for Quaternary Studies (INQUA), davon fünf Jahre als Vorsitzender. Neben anderen Ämtern in der National Academy of Sciences war er von 1974 bis 1982 Mitglied der Gemeinsamen Kommission der Vereinigten Staaten und der UdSSR für Wissenschaftspolitik der Nationalen Akademie der Wissenschaften und von 1970 bis 1975 Mitglied des Beratenden Ausschusses der Nationalen Akademie der Wissenschaften für die UdSSR und Osteuropa. Nach seinem Wechsel an die Smithsonian Institution weiteten sich seine Forschungsinteressen auf China aus. Er war Mitglied des Organisationskomitees des ersten Symposiums über Säugetierkunde im asiatisch-pazifischen Raum, das 1989 in Peking stattfand, Mitglied des Herausgeberbeirats zweier chinesischer Publikationen und mehrere Jahre lang Mitglied des Internationalen Museumsrats und des zugehörigen Nationalkomitees der Vereinigten Staaten.
Hoffmann war Mitglied des Organisationskomitees des ersten Internationalen Theriologischen Kongresses 1974 in Moskau und er gehörte dem Präsidium des Kongresses weitere 4 Jahre lang an. Er war ein aktives Mitglied einer Reihe anderer Fachgesellschaften, darunter der Society of Systematic Zoology (heute Society of Systematic Biologists), deren Präsident er 1988 war. Er war als Berater oder Mitglied zahlreicher nationaler und internationaler wissenschaftlicher Gremien tätig und gehörte dem Redaktionsbeirat der Zeitschrift Acta Zoologica Sinica an. Er war Mitglied von Phi Kappa Phi, Sigma Xi und Phi Sigma sowie Fellow der American Association for the Advancement of Science. 1988 erhielt er den Ehrendoktortitel der Utah State University. Ferner war er Ehrenmitglied der Theriologischen Gesellschaft der UdSSR und ausländisches Mitglied der Russischen Akademie der Naturwissenschaften.
Hoffmann übersetzte mehrere Bände von Wladimir Georgijewitsch Geptners Werk Säugetiere der Sowjetunion ins Englische und veröffentlichte eine große Anzahl von Rezensionen russischer Bücher über Wildtiere in entsprechenden englischsprachigen Fachzeitschriften. 1982 verfasste er die Abschnitte über Kaninchen und Eichhörnchen in der erster Auflage des Standardwerkes Mammal Species of the World.
Hoffmann veröffentlichte fast 250 wissenschaftliche Forschungsarbeiten und Bücher. Er führte Feldforschungen in der ganzen Welt durch, insbesondere in Alaska, Kanada, der Sowjetunion und China, einschließlich Tibet.

## Privates
Hoffmann heiratete 1951 Sally Ann Monson, eine Musikstudentin von der Utah State University. Aus dieser Ehe gingen drei Söhne und eine Tochter hervor.

## Dedikationsnamen
Nach Hoffmann ist der Hoffmann-Pfeifhase (Ochotona hoffmanni) benannt.